# Рєпнін Микола Васильович (1834—1918)
Князь Микола Васильович Рєпнін (27 березня (8 квітня) 1834, Санкт-Петербург, Російська імперія — 1 червня 1918, Київ, Українська Держава) — державний діяч Російської імперії, князь.

## Життєпис
Народився 8 квітня 1834 року в Санкт-Петербурзі в родині Василя Миколайовича Рєпніна-Волконського (у чині колезького асесора з 1843 року) та Єлизавети Петрівни Балабіної. Онук князя Миколи Рєпніна-Волконського, колишнього малоросійського генерал-губернатора, та його дружини Варвари, що за лінією свого батька Олексія була онучкою останнього українського гетьмана Кирила Розумовського. Мав молодших братів Петра (1836—1856) та Василя (1839—?) і сестру Варвару (1840/1841-1922).

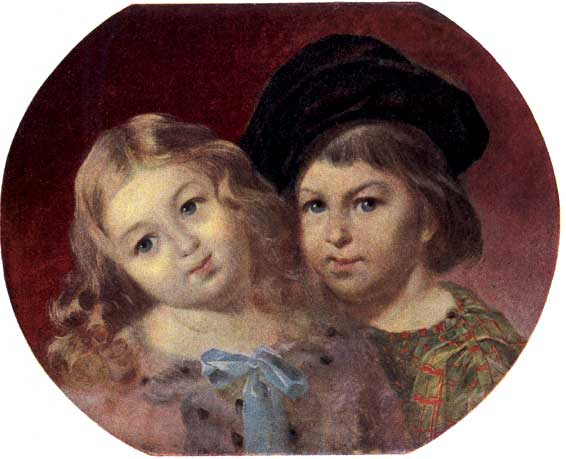
Микола (за іншими даними, Василь) та Варвара Рєпніни на портреті роботи Тараса Шевченка. Січень 1844

Під час свого перебування в Яготині на початку 1844 року Тарас Шевченко створив портрет, на якому зобразив Миколу Васильовича та його сестру Варвару (за іншими даними, на портреті зображений їхній брат Василь).
Освіту здобув у Миколаївському училищі гвардійських юнкерів. З 1854 року служив у Кавалергардському Її Величності полку. Під час Кримської війни в 1854—1855 роках був у складі підрозділів, які захищали береги Санкт-Петербурзької губернії.
У 1857—1861 роках князь працював у російському посольстві в Парижі.
1862 року князеві надали військове звання ротмістра.
1865 року Миколу Рєпніна обрали пирятинським, 1878 — київським повітовим предводителем дворянства. За два роки, 1880 року, його обрали предводителем дворянства Київської губернії.
З 1866 року князь проживав у маєтку в Яготині, де впорядкував архіви, бібліотеку та колекції. Займався громадськими справами, зокрема, дбав про розвиток освіти, культури та науки. 1908 року Микола Рєпнін запропонував провести в Києві Всеросійську виставку; після її відкриття в 1913 році князь став її головою та опікуном.
1888 року князь був обраний київським почесним мировим суддею. 1892 року йому дали придворне звання гофмейстера, 1905 року — обергофмейстера. У 1894 та 1896 роках він був членом Сільськогосподарської ради Міністерства землеробства.
1901 року портрет князя написав художник Тимофій Сафонов.
У 1909—1917 роках князь Микола Рєпнін був членом Державної ради Російської імперії.
Помер 1 червня 1918 року в Києві.

## Родина
Був одружений із княгинею Софією Дмитрівною Волконською. У шлюбі народилося двоє дітей:
- Вадим (1869—1912), одружений із Надією Вадимівною Семічевою; у шлюбі народилося двоє синів:
  - Дмитро (1890—1960);
  - Ігор (1892—1970);
    - Микола (1919—1981);
- Ольга (1872—1953), одружена з герцогом Георгієм Лейхтенберзьким[ru].

## Нагороди
- Орден Святої Анни
- Орден Святого Володимира
- Орден Святого Станіслава
- Орден Святого Олександра Невського[7]
- Медаль «За бездоганну службу»
- Медаль «За 15 років служби»
- Медаль «У пам'ять 300-річчя царювання дому Романових»[5][8]